# Università del Tennessee
La University of Tennessee, detta anche University of Tennessee-Knoxville è un'università pubblica con sede a Knoxville. Fondata nel 1794 durante la presidenza di George Washington, conta circa 28.000 studenti provenienti da più di cento nazioni.